# Moments (Ayumi Hamasaki)
Moments è un brano musicale della cantante giapponese Ayumi Hamasaki, pubblicato come suo trentaduesimo singolo il 31 marzo 2004. Il singolo è arrivato alla prima posizione della classifica Oricon dei singoli più venduti della settimana, ed al 2012 Moments ha venduto oltre 312 000 copie. Moments è stato inserito nell'album My Story, uscito a dicembre dello stesso anno.
Esistono due versioni del singolo, una versione solo CD, ed una versione CD+DVD. Moments è stato il primo singolo di Ayumi Hamasaki ad essere pubblicato in due versioni, ed in seguito tutte le sue pubblicazioni seguiranno questo formato.
Moments è stato utilizzato come sigla d'apertura di un videogioco dōjin in cinese di Fullmetal Alchemist, sviluppato dalla Neoland OceanX.

## Tracce
CD singolo
CD
Testi e musiche di Ayumi Hamasaki e Testuya Yukumi.
1. Moments
2. Moments (acoustic piano version)
3. Moments (Flying Humanoid mix) - 6:45
4. Moments (instrumental) – 5:31

DVD
1. Moments (PV)

## Classifiche
| Classifica (2004)           | Posizione più alta |
| --------------------------- | ------------------ |
| Oricon Weekly Singles Chart | 1                  |